# Рудольф Цветко
Рудольф Цветко (словен. Rudolf Cvetko; 1880–1977) — австрійський фехтувальник-шабліст, словенець за національністю. Срібний призер літніх Олімпійських ігор 1912 року в командному змаганні фехтувальників на шаблях. Перший в світі словенський спортсмен, який став олімпійським призером.

## Біографія
Народився в сім'ї поліцейського Янеза Цветко у Сенжечі. У дитинстві переїхав з сім'єю в Любляну, де закінчив початкову школу. Середню школу закінчив у Трієсті. З 1900 по 1913 роки служив у 16-му угорському (хорватському) піхотному полку у Загребі. Дослужився до звання лейтенанта. У 1904 році почав займатися фехтуванням у навчальному спортивному залі у Вінер-Нойштадті, з 1905 року був інструктором з фехтування на шаблі, з 1908 по 1912 роки був основним викладачем фехтування.
У 1912 рік брав участь в Олімпійських іграх у Стокгольмі: в індивідуальній першості Рудольф вибув у першому ж раунді, зате в командній першості зі збірною Австрії завоював срібні медалі (чемпіонами стали угорці). Звільнившись з армії, він продовжив працювати вчителем в державній школі у Гориці. На початку Першої світової війни був знову мобілізований в армію, дослужився до звання капітана в тому ж 16-му піхотному полку. Нагороджений Бронзовою медаллю за заслуги.
Після війни Рудольф продовжив службу в поліції, дослужившись в 1926 році до звання полковника. Пішов на пенсію і очолив секцію фехтування спортивного клубу «Іллірія», вплинувши на розвиток спорту між світовими війнами. Після Другої світової війни Цветко зайнявся вихованням молодих спортсменів в клубі «Табор» і влаштувався в Союз фехтувальників Словенії. Був інструктором з фехтування в Академії театральних мистецтв та Інституті фізичної культури в Любляні. За свій внесок був нагороджений численними медалями.
У 2012 році посмертно прийнятий у Зал слави словенських спортсменів.